# Mauro Di Domenico
Mauro Di Domenico (Napoli, 17 agosto 1955) è un chitarrista, compositore e arrangiatore italiano.

## Biografia
Figlio del tenore Lello Di Domenico, si diploma in chitarra classica con il maestro Eduardo Caliendo. Frequenta i corsi del chitarrista Alirio Díaz, approfondendo la conoscenza della musica latinoamericana, e quelli di Paco Peña grazie al quale apprende la tecnica e l'arte del flamenco. Alla fine degli anni settanta inizia la lunga collaborazione con il gruppo cileno degli Inti-Illimani che lo porta in tour in America Latina e in Europa.
Amicizia e ideali condivisi caratterizzano il progetto multimediale Nati in riva al mondo, al quale prendono parte, oltre agli Inti Illimani, anche Compay Segundo, Ángel e Isabel Parra, lo scrittore Luis Sepúlveda e gli attori Ferruccio Amendola, Cloris Brosca, Italo Moretti, realizzato con il sostegno dell'Ambasciata cilena in Italia, del Governo nazionale cileno e della Fundación Pablo Neruda.
Ha collaborato a lungo, spesso anche in veste di direttore musicale, con Massimo Ranieri (sia in teatro che in televisione, come anche in sala di registrazione e nei tour in Italia e all'estero), nonché con Mauro Pagani.
Ha all'attivo diverse collaborazioni con il regista Maurizio Scaparro, in particolare per i lavori Napoli a Venezia, Don Chisciotte, Pulcinella, Liolà e Le mille e una notte.
Nel 2007 è uscito Di Domenico plays Morricone - The Images Soul, doppio album contenente brani originali e una riletture dei grandi successi di Ennio Morricone, il quale compone per l'occasione un brano esclusivo.
Il relativo concerto di presentazione si terrà il 23 aprile 2007, all'Auditorium Rai di Napoli, con la partecipazione di Giancarlo Giannini.
Nell'agosto 2007 prende parte come chitarra solista al disco del tenore inglese Alfie Boe registrato a Londra con la Royal Philharmonic Orchestra e prodotto da Chris Porter e Matteo Saggese.
Nel 2012 accompagna in tour per l'Italia Arisa ed è presente come musicista sull'album Amami Tour pubblicato lo stesso anno.
Al Festival di Sanremo 2013, in una serata dedicata alle precedenti edizioni della kermesse, accompagna alla chitarra l'artista Maria Nazionale in una esecuzione di Perdere l'amore (canzone vincitrice nel 1988).
Sempre nel 2013 prende parte alle registrazioni dell'album Piovani Cantabile di Nicola Piovani, che presenta canzoni originali scritte dal Premio Oscar e interpretate da grandi nomi (Fiorella Mannoia, Roberto Benigni, Gigi Proietti, Noa, Gianni Morandi, Giorgia, Tosca, Vittorio Grigolo, Francesco De Gregori e altri).
A ottobre 2013 è uscito il suo nuovo progetto Borderline Stories, distribuito dalla Edel, con una prefazione di Giuseppe Tornatore e con numerosi ospiti illustri al suo interno quali Murray Abraham, Shel Shapiro, Enrico Lo Verso, Roberto De Simone, Pedro Cano, Nabil Badine, Badara Seck.
Il 19 ottobre 2013, dal Teatro delle Celebrazioni di Bologna, Mauro Di Domenico, sempre coadiuvato da Giancarlo Giannini, ha dato inizio al nuovo concerto-spettacolo Omaggio a Morricone, portato in tournée nei maggiori teatri italiani.
Nell'ottobre 2017 è uscito per l'editore Rogiosi l'importante libro Una chitarra tra Napoli e il mondo (ISBN 978-88-6950-228-6), a cura di Donato Zoppo e con prefazione di Ennio Morricone. Il CD allegato contiene registrazioni live da documenti personali del chitarrista con Eduardo Caliendo, Massimo Ranieri, Inti Illimani, Musicanova, Carlo D’Angiò, Nuova Compagnia Canto Popolare.
Nel marzo 2018 Di Domenico ha ricevuto nell'Aula Magna dell'Università "La Sapienza" di Roma il Premio Internazionale Medaglia d'Oro "Maison Des Artistes".
Contemporaneamente è stata pubblicata una sua raccolta di trascrizioni Morricone for Classical Guitar per l'editore Volontè & Co.
Nel maggio 2018 ha pubblicato il CD ESsenza, omaggio al repertorio di Pino Daniele con brani rielaborati per orchestra. All'album partecipano Phil Palmer, Danny Cummings, Mel Collins, Paolo Jannacci, Mauro Pagani, Carlo Marrale e Matteo Saggese, mentre la presentazione al disco è di Phil Manzanera (Roxy Music).
Nel febbraio 2020, ancora Volontè & Co. ha stampato un nuovo volume di trascrizioni per chitarra con CD incluso, Antologia Napolitana - for Classical Guitar.

## Discografia
- ...E facimm' semp' chest' (1992)
- Rebetes (1994)
- Meteora (1995)
- Nati in riva al mondo (2003), Libro + CD
- Venceremos - Omaggio a Salvador Allende (2003) con Ángel Parra
- Nati in riva al mondo - In viaggio con Pablo Neruda (2004), CD + DVD
- Di Domenico plays Morricone - The Images Soul (2007) 2CD
- Di Domenico plays Morricone - Sama Domè (2009) 2CD
- Borderline Stories (2013)
- Una chitarra tra Napoli e il mondo (2017) Libro + CD
- ESsenza (2018)